# Emerico Biach
Emerico (Imre) Biach né le 23 novembre 1893 à Nagykanizsa (Autriche-Hongrie) et peut-être décédé le 8 décembre 1972 en Argentine est un nageur italien ayant participé aux Jeux olympiques d'été de 1924 à Paris et peut-être escrimeur.

## Biographie
Né à Nagykanizsa (Autriche-Hongrie), il s'installe à Trieste (peut-être à Pula). Il nage pour l'Union Sportive de Trieste.
Aux championnats d'Italie de natation, il s'impose sur le 100 mètres dos en 1923 en 1 min 29 s 2 ; il est deuxième en 1921 (1 min 39 s 8) et 1924 (1 min 29 s) et troisième en 1922 (1 min 40 s 4). Sur le 100 mètres brasse, il est champion d'Italie en 1920 (1 min 31 s 6). Sur le 200 mètres brasse, il est champion d'Italie en 1921 (3 min 27 s 8) et 1924 (3 min 14 s 8) ; il termine deuxième en 1922 (3 min 23 s 8),. Il domine le 400 mètres brasse les quatre années où il est disputé : 1921 (7 min 32 s 4) ; 1922 (7 min 21 s 8) ; 1923 (7 min 36 s 2) et 1924 (7 min 1 s), ex-aequo avec Luciano Trolli.
Il participe aux Jeux olympiques d'été de 1924 à Paris. Engagé sur le 200 mètres brasse, il termine quatrième de sa série en 3 min 26 s 8 et n'est pas qualifié pour les demi-finales.
Il pourrait avoir ensuite pratiqué l'escrime, le sabre,. En 1930, un Emerico Biach de Trieste termine 9e des championnats d'Italie.
Le 7 juin 1939, un Emerico Biach immigre en Argentine, peu de temps après l'inventaire des biens juifs en Italie.
Une tombe du cimetière juif de Trieste rend hommage à un Emerico Biach décédé (à Buenos Aires probablement) le 8 décembre 1972.